# Wojciech Jagielski (ur. 1963)
Wojciech Cezary Jagielski (ur. 15 sierpnia 1963 w Zduńskiej Woli) – polski dziennikarz i prezenter telewizyjny i radiowy, perkusista, z wykształcenia lekarz.

## Życiorys
W 1992 ukończył studia na Wydziale Lekarskim Akademii Medycznej w Warszawie.
W 1990 rozpoczął pracę w Radiu Zet. Początkowo był didżejem i prezenterem, następnie został dyrektorem muzycznym rozgłośni (od 1995 do lipca 2007 i ponownie od października 2010 do maja 2015). Na antenie radia prowadził audycje, takie jak Słodka szesnastka Radia Zet, Hip-hop, Raz-dwa-trzy, śpiewasz ty czy Mniej więcej serio i Mniej więcej poniedziałek wspólnie z Karoliną Korwin-Piotrowską. Przeprowadził ponad 350 wywiadów ze znanymi postaciami świata kultury. Od kwietnia 2012 do maja 2015 prowadził program Doktor Zet.
Karierę telewizyjną rozpoczął w stacji RTL 7, dla której prowadził Wieczór z Wampirem (od lutego 1998 do września 1999), który po zmianie formuły i nazwy na Wieczór z Jagielskim był emitowany od 1999 do 2003 w TVP2. W 2006 wraz z Kazimierą Szczuką współtworzył talk-show TVN Dwururka. Współprowadził pierwszy w Polsce program z gatunku „news entertainment” – teleturniej Zakręcony tydzień emitowany w TVP2. Prowadził programy TVN Turbo Jazda próbna i Wieczór kawalerski. Od września 2007 do czerwca 2010 współprowadził Dzień dobry TVN, a od 3 września 2010 do sierpnia 2012 był jednym z gospodarzy Pytania na śniadanie w TVP2. Ponadto prowadził teleturniej Wielka draka o dzieciaka oraz był jurorem pierwszej i trzeciej edycji programu TVP2 Bitwa na głosy. W latach 2014–2021 współpracował z Superstacją, dla której prowadził programy: Wojtek Jagielski na żywo (od stycznia 2014 do sierpnia 2019) i Tok Szoł (od 4 sierpnia 2020 do czerwca 2021).
W latach 80. współzałożyciel i perkusista rockowych zespołów Kontrola W. i Kosmetyki Mrs. Pinki (autor tekstu utworu „Miłość na polu minowym”). Z obydwoma zespołami wielokrotnie występował na festiwalu w Jarocinie (w latach 1982–1983 i 1985–1986). Jest perkusistą zespołu Poparzeni Kawą Trzy.
W sierpniu 2025, telewizja TVN potwierdziła jego powrót po 15 latach do programu Dzień dobry TVN jako jednego z prowadzących.

## Filmografia
- 1999: Świat według Kiepskich – jako ksiądz Kręć (odc. 13)
- 2006: Na Wspólnej – jako dziennikarz
- 2008: „Karolcia” – jako kierowca taksówki
- 2008: Niania – jako prezenter
- 2009: 39 i pół – w roli samego siebie